# Vistabella del Maestrat
Vistabella del Maestrat (em valenciano e oficialmente) ou Vistabella del Maestrazgo (em castelhano) é um município da Espanha na província de Castelló, Comunidade Valenciana. Tem 151 km² de área e em 2021 tinha 337 habitantes (densidade: 2,2 hab./km²).

## Demografia
| Variação demográfica do município entre 1991 e 2004 | Variação demográfica do município entre 1991 e 2004 | Variação demográfica do município entre 1991 e 2004 | Variação demográfica do município entre 1991 e 2004 |
| --------------------------------------------------- | --------------------------------------------------- | --------------------------------------------------- | --------------------------------------------------- |
| 1991                                                | 1996                                                | 2001                                                | 2004                                                |
| 543                                                 | 475                                                 | 404                                                 | 418                                                 |